# Robert Seton, 2. Earl of Winton
Robert Seton, 2. Earl of Winton (* um 1583; † nach dem 28. Dezember 1636) war ein schottischer Peer.

## Familie
Seine Eltern waren Robert Seton, 1. Earl of Winton und Lady Margaret Montgomerie.

## Leben
Er heiratete am 1. Februar 1602/1603 Anne Maitland. Sie war die Tochter von John Maitland, 1. Lord Maitland und Jean Fleming. In der Hochzeitsnacht wurde er verrückt und leerte einen Nachttopf über seine Braut. Er wurde daraufhin bis zu seinem Lebensende in Seton Hall eingesperrt.
Der Titel ging schon zu seinen Lebzeiten, am 26. Juni 1606 an seinen Bruder George Seton, 3. Earl of Winton über.
Er starb nach dem 28. Dezember 1636 auf Seton Hall.